# Зайч
Зайч (тадж. Зайч) — сельский населённый пункт (тадж. деҳа) в Ванджском районе Горно-Бадахшанской автономной области Республики Таджикистан. 
Административно относится к сельской общине (джамоату) Язгулом.
Расположен в высокогорном районе, в долине реки Язгулям. Расстояние от села до районного центра (село Ванч) — 107 км, до общинного центра (село Будун) — 20 км.  
Население — 113 человек (2017 г.), язгулямцы. 